# Bruno Decker
Bruno Decker (* 16. April 1871 in Stettin; † 2. Oktober 1922 in Berlin) war ein deutscher Dramaturg, Opernregisseur und Operettenlibrettist.

## Leben und Wirken
Nach seinem Hochschulstudium ließ sich Dr. phil. Bruno Decker von Hans Gregor im Regiefach und von Kapellmeister Thienemann zum Dirigent ausbilden. Seinen Einstand auf der Bühne gab er 1896 am Stadttheater von Schleswig. Es folgten Verpflichtungen nach Barmen-Elberfeld, Leipzig und nach Berlin (Viktoria-Theater und Theater des Westens). Nebenbei betätigte er sich auch als Bühnenschriftsteller und Komponist. Decker schrieb vor allem mit Robert Pohl Libretti für zahlreiche Operetten und Schwänke.

## Werke (Auswahl)
- Der heilige Antonius. 1911
- Wenn Männer schwindeln. 1911
- Die Nordseekrabbe. 1913
- Der dumme August. 1915
- Der Mann ohne Vergangenheit. Musik von Ludwig Friedmann. 1916
- O schöne Zeit, o selige Zeit. Musik von Walter Wilhelm Goetze 1917
- Das Kaviarmäuschen. Musik von Karl Alfredy 1919

## Filmografie
- 1919: Das Caviar-Mäuschen (Drehbuch)